# Kalvarienberg (Bad Laer)
Der Kalvarienberg ist ein 90 m über NHN hoher Berg in Hardensetten, einem Ortsteil von Bad Laer. Auf ihm ist der Hardensettener Kreuzweg angelegt.

## Lage
Der Kalvarienberg liegt an der Glandorfer Straße, die von Bad Laer nach Glandorf führt. Sie ist in Bad Laer im Ortsteil von Hardensetten unschwer erkennbar an einer Linde, der sogenannten Prediger-Linde, die am südlichen Straßenrand steht.

## Geschichte
Laut Überlieferungen gab es auf dem Kalvarienberg von Hardensetten eine heidnische Gerichts- und Kultstätte. Iroschottische Mönche bauten dieser Überlieferung nach an dieser historischen Stelle eine Kapelle. Diese Kapelle wurde mehrfach zerstört und wieder aufgebaut – und im Jahr 1802 als „lästiges Verkehrshindernis“ endgültig abgerissen. 1857 wurde dort der Hardensettener Kreuzweg eingeweiht.